# 1009e régiment de fusiliers motorisés
Le 1009e régiment de fusiliers motorisés (en russe : 1009-й мотострелковый полк, abrégé 1009-й гв), unité militaire n° ?, est une unité des forces terrestres russes formée lors de mobilisation russe de 2022.

## Historique
Le 1009e régiment est créé en 2022 à partir des mobilisés de l'oblast de Pskov.
En novembre 2022, le régiment est déployé en république populaire de Lougansk, où le personnel suit une formation militaire. Le régiment opère ensuite dans l'oblast de Belgorod, gardant la frontière dans la région de Novaïa Tavoljanka (en) et étant soumis aux attaques frontalières des forces pro-ukrainiennes,.
En juin 2023, le commandant du régiment, le colonel Vladimir Viktorovitch Kouznetsov, décède au combat.
Depuis le 9 mai 2024, l'unité prend part aux affrontements dans les environs de Voltchansk.